# Хек, Денни
Денни Хек (англ. Denny Heck; род. 29 июля 1952, Ванкувер, Вашингтон) — американский государственный деятель. Действующий вице-губернатор штата Вашингтон. Член Демократической партии, ранее был в Палате представителей США от 10-го избирательного округа штата Вашингтона с 2013 по 2021 год и в качестве члена в Палате представителей штата Вашингтон с 1977 по 1985 год.

## Биография
Родился 29 июля 1952 года в Ванкувере, вырос в Лейк-Шоре округа Кларк. Его родители не зарабатывали достаточного для жизни количества денег: отец был алкоголиком, который однажды не вернулся домой. Мать Денни Хека, заняв денег, вместе с двумя детьми уехала в Ванкувер, где стала работать телефонным оператором. Отчим работал водителем грузовика, который достаточно зарабатывал для семьи. Денни Хек окончил среднюю школу Columbia River, а затем — Колледж Вечнозелёного штата в Олимпии в 1973 году и учился в Университете штата Орегон в Портленде с 1974 по 1975 год.
Вместе с Кристофером Хедриком стал соучредителем компании Intrepid Learning Solutions. Занимал должность директора совета директоров компании с 1999 по 2012 год. Компания специализируется на программах обучения и подготовки для бизнеса. Помог основать компанию Digital Efficiency, которая специализируется на оказании помощи предприятиям и медицинским учреждениям в переходе к полностью цифровому формату. Также стал одним из основателей телеканала TVW, который работает по связям с общественностью штата Вашингтон и освещает заседания Законодательного собрания штата Вашингтон и заседания Верховного суда штата Вашингтон. Денни Хек является автором книги «Вызовы и возможности: трансформация школ Вашингтона», опубликованной в 1987 году.
Начиная с 1976 года, избирался пять раз в Палату представителей штата Вашингтон, представляя 17-й законодательный округ в округах Кларк, Скамейния и Кликитат. В течение этого времени был избран лидером большинства в Палате представителей, что является второй по значимости должностью. Также был сопредседателем Комитета по образованию и стал автором закона штата Вашингтон о базовом образовании. Работал руководителем аппарата губернатора Бута Гарднера во время его второго срока (1989—1993).
В 2010 году предпринял попытку вернуться в политику в качестве кандидата от Демократической партии в 3-й избирательный округ, но потерпел поражение от республиканца Хайме Эрреры Бейтлера. После перераспределения округов штата Вашингтон добавился 10-й округ, расположенный в Олимпии, и Денни Хек получил место в Палате представителей США. Работал там с 2013 по 2021 год, затем баллотировался на должность вице-губернатора штата Вашингтон и одержал победу.

## Личная жизнь
Женат с 1976 года, имеет двоих сыновей.
В 2008 году написал и исполнил сольную пьесу «Наши времена». Он и его жена Паула, поставившая спектакль, пожертвовали все доходы местным благотворительным организациям.
Поддерживает множество организаций в штате Вашингтон. В настоящее время входит в попечительский совет Колледже Вечнозелёного штата. Является членом правления Исторического музея штата Вашингтон. Является членом Руководящего комитета Вашингтонской комиссии по обучению (долгосрочной стратегии улучшения системы образования штата Вашингтон).